# Pauline Guichard
Pauline Guichard (* 14. November 1988 in Colombes) ist eine französische Schachspielerin. Seit 2019 trägt sie den Titel Internationaler Meister im Schach.

## Karriere
Bei den französischen Meisterschaften der Frauen gewann Guichard zweimal den Titel. Nachdem sie zuletzt 2011 angetreten war, schaffte sie im August 2018 in Nîmes den ersten Turniersieg. Sie erreichte 7,5 Punkte aus den neun Runden und gewann auch die Partie gegen die Mitfavoritin Sophie Milliet. Im folgenden Jahr waren Guichard und Milliet erneut die Favoritinnen im Teilnehmerfeld und bestritten das Turnier auch beide ungeschlagen mit einem Remis im direkten Duell. So kamen beide auf sieben Punkte aus neun Runden und spielten anschließend ein Tie-Break aus Schnellschachpartien, in dem Guichard sich durchsetzen konnte. Nachdem 2020 und 2021 keine nationale Meisterschaft ausgespielt werden konnte, kehrte sie 2022 zurück, schied bei der nun im K.-o.-System bestrittenen Meisterschaft jedoch im Halbfinale aus.
Guichard nahm an mehreren Schacholympiaden der Frauen für das französische Team teil. Ihren ersten Einsatz zeigte sie bei der Schacholympiade 2010 in Chanty-Mansijsk, wo sie in zehn Partien am dritten Brett gesetzt war. In Tromsø 2014 war sie erneut am dritten Brett gesetzt und kam auf neun Partien. Zur Schacholympiade 2018 in Batumi kehrte sie erneut in das französische Team zurück und absolvierte zehn Partien. Auch bei den folgenden Ausgaben in Chennai 2022 und Budapest 2024 kam sie zu jeweils neun Einsätzen am zweiten beziehungsweise dritten Brett der Französinnen.
Zu den 100 besten Frauen im Schach gehörte Guichard erstmals in der Wertungsliste aus dem August 2013. Ihre beste Platzierung erreichte sie im Mai 2019 mit dem 45. Rang unter den Frauen – zeitgleich mit ihrer höchsten Elo-Zahl von 2430.

## Verein
Pauline Guichard war in der französischen Mannschaftsmeisterschaft für die Vereine C.E. de Bois-Colombes, Évry Grand Roque, Club de Vandœuvre-Echecs und Club de Clichy-Echecs-92 aktiv. In der britischen Four Nations Chess League war sie für 3Cs Oldham tätig und in der deutschen Frauenbundesliga absolviert sie seit 2022 Partien für den SK Schwäbisch Hall.